# Giovanni Bernardo Zucchinetti
Giovanni Bernardo Zucchinetti (auch Giovan Battista Zucchinetti und Giovan Bernardo Zucchinetti; * 10. November 1730 in Suna, Verbania; † 11. November 1801 in Monza) war ein italienischer Komponist und Organist.

## Name
In einer Handschrift des Musikarchivs des Klosters Einsiedeln sind zwei Werke Zucchinettis überliefert. Bei der Interpretation der Majuskel des Nachnamens kam es zu einer falschen Lesart - eine häufigere Verwechslung der Majuskel Z mit der Majuskel L. Der daraus falsch resultierende Nachname Lucchinetti statt Zucchinetti wurde auch bei der Edition der Werke von Robert Ewerhart und Rupert Gottfried Frieberger beim Musikverlag Doblinger in Wien übernommen. Die Werke wurden einem nicht existenten Komponisten Giovanni Bernardo Lucchinetti zugeordnet.

## Leben
Giovanni Bernardo Zucchinetti war in seiner Jugend ein Schüler Giovanni Andrea Fioronis in Mailand. 1755 wurde er Organist und Kapellmeister am Dom von Varese. 1757 übernahm er dieses Amt auch am Dom von Monza. 1765 verzichtete er auf beide Ämter. Sein Nachfolger war sein jüngerer Bruder Giovanni Domenico Zucchinetti (1735–nach 1801). Er selbst ging nach Mailand und war dort von 1773 und 1779 Kapellmeister und Organist am Dom. 1779 kehrte er nach Monza zurück.

## Werke (Auswahl)
- Concerto a due organi : (auch für 2 Cembali oder 2 Klaviere). 1969 von Rudolf Ewerhart in der Sammlung Diletto musicale beim Musikverlag Doblinger in Wien herausgegeben. ISMN 979-0-012-13175-5
  - Eingespielt von den Organisten Gerhard Zukriegel und Heribert Metzger auf der CD Salzburg – Die Domorgeln, 1996 veröffentlicht beim Label Delta Music in Frechen.
  - Eingespielt von Andrea Marcon und Luca Scandali (* 1965) im September 2003 im Dom von Monza, veröffentlicht auf der CD Monza - i nuovi organi del Duomo, 2005 veröffentlicht beim Label Ursina Motette in Düsseldorf
- Sonata a due organi. 1979 von Rupert Gottfried Frieberger in der Sammlung Diletto musicale beim Musikverlag Doblinger in Wien herausgegeben.
- Pastorale für Orgel, eingespielt von Lorenzo Ghielmi auf der CD Pasquini, B.: Organ and Harpsichord Music, veröffentlicht in der Naxos Music Library OCLC 885056470
- Loquebar de testimoniis für vierstimmigen gemischten Chor